# Црвени кенгур
Црвени кенгур (лат. Macropus rufus) је највећи од свих кенгура и највећи живи торбар. Може се наћи широм Аустралије, изузев плоднијих области на југу, источним обалама и на северним прашумама.

## Изглед
Црвени кенгури имају кратко, црвено-браон крзно које постепено прелази у светлију боју на удовима и на стомаку. Имају велике, зашиљене ушне шкољке и црну њушку, дугачке мишићаве ноге и реп. Ноге црвеног кенгура функционишу као гумена опруга — мужјак, у једном скоку, може да скочи у пуној брзини више од 9 метара. Мужјаци имају тело дугачко од 130 до 160 центиметара, док су женке ситније и дужина тела износи од 85 до 105 центиметара. Реп је дебео и дугачак, довољан да издржи телесну масу животиње, и служи за одржавање равнотеже приликом скокова. Заједно са две ноге служи као троножац приликом одмарања
Телесна температура црвених кенгура је око 36°C. Да би је одржали имају изоловани слој крзна и служе се разним варијантама: знојењем, дахтањем, лизањем предњих удова или склањањем у хладовину када су високе температуре.

## Понашање и исхрана
Ови кенгури се хране травом и осталом вегетацијом. Могу издржати дуго без воде, све док имају приступ зеленим биљкама јер имају способност да извуку влагу из њих.
Црвени кенгур је животиња активна у сумрак и током ноћи. Дан проводи спавајући или било којим другим обликом релаксације.
Туча или боксовање мужјака црвених кенгура је саставни део њиховог живота. Обично се усправе, стојећи на задњим ногама, покушавајући да одгурну свог противника ударањем или блокирањем подлактица. Ако туча постане озбиљнија, мужјаци ће почети да „шутирају“ један другог, ослањајући се на свој реп, тако што би се ударали својим јаким задњим ногама.

## Размножавање
Женке имају кратак период гестације. Млади се рађају 33 дана након парења. Након времена од два дана после порода, женка је поново спремна да се пари. Оплођено јаје затим ступа у ембионалну дијапаузу. Развој другог ембриона се наставља када је прво младунче напунило 204 дана, или кад угине. Када се роде, млади црвени кенгури су веома ситни, дугачки тек 2,5 центиметара и тешки 0,75 грама. Ако су услови идеални, мајка је у стању да роди и одгоји просечно три младунчета сваке две године.
Полна зрелост црвених кенгура наступа са 15 до 20 месеци старости код женки и 20 до 24 месеци код мужјака.

## Основне чињенице
- Дужина: мужјаци до 1,8 метара, женке до 1,1 метра. Реп и до једног метра дугачак.
- Тежина: мужјаци око 85 килограма, женке 35 килограма.
- Име: долази од латинског, што у преводу значи: велико стопало и црвено.
- Постојбина: суви и полусуви предели централне Аустралије.

## Занимљивости
- Црвени кенгур може да скочи око 9 метара у једном скоку.
- Забележена је старост од 22 године у дивљини.
- Одрасле, јаке животиње су у стању да развију брзину од 64 километра на час, са скоковима високим до 3 метра.